# Arms and the Girl
Arms and the Girl er en amerikansk stumfilm fra 1917 af Joseph Kaufman.

## Medvirkende
- Billie Burke som Ruth Sherwood
- Thomas Meighan som Wilfred Ferrers
- Louise Bates som Olga Karnovitch
- J. Malcolm Dunn som Eugene
- Arthur Bauer som Burgomaster